# Basiotripsie
La basiotripsie ou céphalotripsie est un acte chirurgical obstétrique qui consiste à broyer la tête d’un fœtus pour en permettre l’extraction et éviter le maximum de dommages à la patiente.
Cet acte ne se fait que dans le cas où l’enfant est mort ; si l’enfant est vivant il y a une contre-indication formelle à ce mode opératoire et il faut avoir recours à la symphyséotomie .